# Trogia cantharelloides
Trogia cantharelloides är en svampart som först beskrevs av Jean François Montagne, och fick sitt nu gällande namn av Narcisse Theophile Patouillard 1900. Trogia cantharelloides ingår i släktet Trogia och familjen Marasmiaceae.   Inga underarter finns listade i Catalogue of Life.